# 香港2030+
香港2030+，全名為《香港2030+：跨越2030年的規劃遠景與策略》（Hong Kong 2030+: Towards a Planning Vision and Strategy Transcending 2030），是發展局與規劃署共同推動就香港跨越2030年的規劃策略和空間發展方向的策略性研究。香港2030+自2015年開始整合重要議題，分析土地用途及土地供應，制訂空間規劃的框架，並在2016年底至2017年初進行公眾諮詢，整個研究預計於2019年完成並公布之一。

## 未來或發展方針
自2014年提出的《鐵路發展策略2014》經首次興建鐵路討論後直至2018年起首次以來香港最大規模的長遠計劃《香港2030+》主要以未來土地發展後再增加或回應其對人口與樓宇老化，經濟發展等願景。而香港在2030+的簡報中，明確地指出香港於2030年需要共至少4800公頃土地以滿足房屋、經濟發展及城市規劃的需要，並就其中未有供應的不少於1200公頃土地，建議發展的明日大嶼願景東大嶼都會（明日大嶼都會）及新界北（北部都會區）未來規劃發展之一，望提供1720公頃土地。

### 高密度城市
因應香港大量的人口老化與樓宇老化，香港2030+認為應推進重建、復修、活化及保育措施，建議政府加強市區更新的力度及政策，以活化殘舊的城市結構。而新的城市規劃亦應考慮都市氣候及空氣流通因素作城市設計。時任發展局局長陳茂波亦指出在2030+的架構下人均政府、機構及社區用地供應目標為3.5平方米（比沙田新市鎮的2.2平方米高），並以人均2.5平方米規劃休憩用地。香港2030+並預計政府、機構或社區、休憩用地和運輸設施總佔至少700公頃仍然短缺。

### 經濟發展
香港2030+的簡報指出市場主導用途予甲級寫字樓、一般工商業及特殊工業用途的土地與及政策主導經濟用途的土地至少有約300公頃的需求，以配合經濟發展。簡報指這些土地將用作支援支柱產業、新興產業、現代工業、創新科技用途、中小企，特別是創意創新相關的企業；及用作增設新的旅遊景點、高檔酒店、會議展覧設施：與及農業發展。
香港2030+提出於交椅洲填海，並劃為發展甲級寫字樓與特殊工業用途的潛力用地。

### 開墾土地
除上上述的兩種土地用途，香港2030+指出香港於2016年仍缺乏200公頃土地作房屋用途以滿足2030年的需求。香港2030+因而建議以下列方法開拓發展所需的土地，
- 增加地積比率
- 改變土地用途
- 開闢鄉郊成為新市鎮
- 填海成東大嶼都會
- 規劃土地使用週期

## 環境保育
香港2030+就環境保育方面提倡促進都市生態及都市生物多樣性，活化水體及荒置農地，設立自然生態公園以及引入生態海岸線望補償因填海及重新興建泥灘及栽種紅樹林帶來的生態破壞。同時，香港2030+中亦建議以轉廢為能的方式減少資源使用。

### 填海
香港2030+中規劃或追加的填海地方包括，交椅洲、第三條跑道、小蠔灣、欣澳、青衣西南、龍鼓灘、馬料水

## 香港整體佈局

### 商業核心區
香港2030+建議以中上環和西九龍為中心發展成商業核心區一，東九龍九龍灣啟德一帶為商業核心區二，以及於交椅洲填海作東大嶼都會商業核心區三。三個核心經濟區在地理上連成一個商業核心圈，鞏固金融服務及工商業支援，望加強香港作為全球金融及商業中心的地位。

### 經濟帶
香港2030+建議架構三條經濟帶，包括
1. 西部經濟帶（洪水橋、屯門、欣澳、東涌至港珠澳大橋一帶）
2. 北部經濟帶（洪水橋至坪輋古洞一帶）
3. 東部知識科技帶（大埔、馬料水、清水灣、將軍澳）

### 發展新市鎮
香港2030+以未來的提供後住屋用地，工作空間，營商環境，帶動經濟，平衡居所與職位地點分布，優化社區設施和公共空間為目標發展新市鎮。

#### 東大嶼都會
以陸路連起香港島及大嶼山明日大嶼願景東大嶼都會（明日大嶼都會） 。透過在的交椅洲附近水域和喜靈洲避風塘進行填海，同時開發梅窩未被充分利用的土地。配合大嶼山發展諮詢委員會的發展建議，包括梅窩水上樂園，貝澳芝蔴灣水上活動中心等。香港2030+的簡報指，東大嶼都會預計發展面積為約1,000公頃，居住人口為40至70萬，長遠製造約20萬職位。

#### 新界東北新市鎮
香港2030+建議透過綜合規劃及更有效運用棕地和荒置農田，先在新界北（北部都會區）、香園圍、坪輋、打鼓嶺、恐龍坑、皇后山建設新一代的新市鎮，並於新田和文錦渡發展現代工業，以及發展需要在邊境附近營運的經濟用途。預計發展面積為約720公頃，居住人口為25.5至35萬，長遠製造約21.5萬職位。

### 運輸配套
香港2030+建議興建
- 新界西北－大嶼山－都會區－深圳西運輸走廊
- 南北運輸走廊連接新界東北至九龍

## 專家諮詢小組
主要為香港2030+提供第三方意見的成員主要由學者、專業人士和專家／代表組成，包括
- 陳坤耀教授（九龍倉集團有限公司董事）
- 張志剛先生（一國兩制研究中心總裁）
- 趙麗霞教授（香港大學城市規劃及設計系）
- 劉鎮漢先生（旅遊發展局總幹事）
- 劉振江先生（香港測量師學會會長）
- 劉健培先生（嘉里物流（香港）有限公司執行董事）
- 羅致光博士（香港大學社會工作及社會行政學系副教授）
- 羅仲榮先生（金山工業(集團)有限公司主席兼執行董事，前行政會議成員）
- 吳祖南博士（香港大學地理系副教授）
- 吳恩融教授（香港中文大學姚連生建築學教授）
- 譚鳳儀教授（前郊野公園及海岸公園委員會主席[6]）
- 譚偉豪博士（香港天使投資脈絡有限公司主席，前香港立法會功能界別（資訊科技界）議員）
- 王緝憲博士（香港大學地理系副教授）
- 王福義博士（漁護署前助理署長）
- 黃煥忠教授（香港浸會大學生物系教授，寰科顧問有限公司執行董事）

## 外部連結
- 香港2030+ （页面存档备份，存于） - 規劃署